# Toto (album)
Pour les articles homonymes, voir Toto.
Albums de Toto
Hydra
(1979)
Singles
1. Hold the Line
Sortie : 2 octobre 1978
2. I'll Supply the Love
Sortie : janvier 1979
3. Georgy Porgy
Sortie : 3 avril 1979

Toto est le premier album du groupe de rock américain Toto, sorti le 15 octobre 1978 sous le label Columbia Records.
Il comporte trois singles du groupe : Georgy Porgy, I'll Supply the Love et un des titres des plus connus de Toto, Hold the Line. La chanson Rockmaker est sortie en single aux Pays-Bas uniquement. L'album sera proposé pour les Grammy Awards en tant que « meilleur nouvel artiste » et le total des ventes s'élèvera à quatre millions d'exemplaires.
Ce premier opus est une autoproduction de la bande, et mêle des éléments de pop rock, de jazz de hard rock mais aussi de funk. Les morceaux sont tous écrits par David Paich, hormis les titres You Are the Flower, composé par le chanteur Bobby Kimball, et Takin' It Back, composé par le second claviériste Steve Porcaro. Le chant est assuré par la voix lead Bobby Kimball sur la moitié du disque, y compris sur le titre Hold the Line. La chanteuse Cheryl Lynn participe au morceau Georgy Porgy.

## Réception

### Accueil critique
Le magazine Rolling Stone a constaté que la « tentative » de Toto de passer de « musiciens de session de carrière » à un groupe à part entière était un « échec », qualifiant les chansons de David Paich d'« excuses pour des solos instrumentaux consécutifs » et affirmant qu'aucun des quatre chanteurs principaux n'était meilleur qu'acceptable.
Dans un avis rétrospectif, le site AllMusic a fait valoir que « l'album avait reçu une réaction critique fortement négative uniquement parce que les critiques se sentaient menacés par la capacité démontrée de Toto à créer des chansons exceptionnelles dans n'importe quel genre, ce qui était en contradiction avec les hypothèses critiques populaires sur les délimitations des genres et la suprématie de l'inspiration sur la qualité ». Le site a noté « l'ironie de la réaction des critiques, en ce sens que c'est cette capacité qui a rendu l'album si apprécié des auditeurs de l'époque ».

### Accueil commercial
L'album est certifié double disque de platine aux États-Unis par la Recording Industry Association of America pour plus de 2 000 000 disques vendus. Il est également certifié double platine au Canada, disque de platine en Australie et disque d'or en Allemagne. Il atteint notamment la 9e place du classement d'albums Billboard 200 aux États-Unis. Les trois singles extraits de l'album (Hold the Line, I'll Supply the Love, Georgy Porgy) sont tous entrés dans le top 50 aux États-Unis. Hold the Line a notamment passé six semaines au sein des dix premières places du Billboard Hot 100 et a également atteint la 14e place au Royaume-Uni.

## Pochette
Philip Garris, connu pour avoir peint de nombreuses pochettes d'albums du groupe Grateful Dead, a créé l'emblème présent sur l'album après avoir écouté des paroles de la chanson Manuela Run (« Tu ferais mieux de regarder cette épée qui pend au-dessus de toi » – « You better watch that sword that's hanging over you ») qui faisait référence à l'épée de Damoclès. L'épée représentait également le son puissant et dur du groupe et, en raison de leur capacité à jouer de nombreux types de musique, Garris a fait l'épée à double tranchant pour montrer leur polyvalence. L'anneau de fer représentait une œuvre en cours de construction (le disque lui-même) et les rubans représentaient l'Année de l'enfant.

## Liste des chansons
Toutes les chansons sont écrites et composées par David Paich, sauf précisé.
| 1. | Child's Anthem       |               | instrumental   | 2:46 |
| 2. | I'll Supply the Love |               | Bobby Kimball  | 3:46 |
| 3. | Georgy Porgy         |               | Steve Lukather | 4:09 |
| 4. | Manuela Run          |               | David Paich    | 3:54 |
| 5. | You Are the Flower   | Bobby Kimball | Kimball        | 4:11 |

| Face B | Face B         | Face B        | Face B          | Face B | Face B | Face B | Face B | Face B | Face B |
| No     | Titre          | Auteur        | Chant principal | Durée  |        |        |        |        |        |
| ------ | -------------- | ------------- | --------------- | ------ | ------ | ------ | ------ | ------ | ------ |
| 1.     | Girl Goodbye   |               | Kimball         | 6:13   |        |        |        |        |        |
| 2.     | Takin' It Back | Steve Porcaro | Porcaro         | 3:47   |        |        |        |        |        |
| 3.     | Rockmaker      |               | Paich           | 3:19   |        |        |        |        |        |
| 4.     | Hold the Line  |               | Kimball         | 3:56   |        |        |        |        |        |
| 5.     | Angela         |               | Lukather, Paich | 5:31   |        |        |        |        |        |
| 41:59  |                |               |                 |        |        |        |        |        |        |

## Crédits
| - Bobby Kimball : chant sur I'll supply the love, You are the flower et Girl Goodbye - Steve Lukather : guitares, chant sur Georgy Porgy et Angela - David Hungate : basse - Steve Porcaro : claviers, chant sur Takin' It Back - David Paich : claviers, chant sur Manuela Run et Rockmaker - Jeff Porcaro : batterie, percussions - Arrangements et production : Toto - Ingénieur du son : Tom Knox - Ingénieurs assistants : Dana Latham et Gabe Veltri - Mastering : Ron Hitchcock, Mike Reese - Pochette : Philip Garris | - Lenny Castro : percussions - Jim Horn : saxophone, instruments à vent - Chuck Findley : cuivres - Roger Linn : synthétiseurs - Marty Paich : arrangements de cordes - Sid Sharp : arrangements de cordes - Cheryl Lynn : chœurs sur Georgy Porgy |

## Classements et certifications
| Classement (1978–79)                 | Meilleure position |
| ------------------------------------ | ------------------ |
| Allemagne de l'Ouest (Media Control) | 8                  |
| Australie (Kent Music Report)        | 2                  |
| Canada (RPM)                         | 9                  |
| États-Unis (Billboard 200)           | 9                  |
| Japon (Oricon)                       | 39                 |
| Norvège (VG-lista)                   | 12                 |
| Nouvelle-Zélande (RIANZ)             | 24                 |
| Pays-Bas (Mega Album Top 100)        | 25                 |
| Royaume-Uni (UK Albums Chart)        | 37                 |
| Suède (Sverigetopplistan)            | 5                  |

| Classement (1979)             | Position |
| ----------------------------- | -------- |
| Australie (Kent Music Report) | 13       |
| Canada (RPM)                  | 41       |
| États-Unis (Billboard 200)    | 19       |

### Certifications
| Région                                                                  | Certification | Ventes/Streams |
| ----------------------------------------------------------------------- | ------------- | -------------- |
| Allemagne (BM)                                                          | Or            | 250 000^       |
| Australie (ARIA)                                                        | Platine       | 70 000^        |
| Canada (Music Canada)                                                   | 2 × Platine   | 200 000^       |
| États-Unis (RIAA)                                                       | 2 × Platine   | 2 000 000^     |
| ^Mise en rayon selon la certification xNon précisé par la certification |               |                |